# 3FM Serious Request 2011
3FM Serious Request 2011 was de achtste editie van Serious Request, de jaarlijks terugkerende actie van de Nederlandse radiozender 3FM waarbij geld wordt ingezameld voor projecten van het Rode Kruis.
Drie dj's verbleven van zondag 18 tot en met zaterdag 24 december 2011 in het Glazen Huis op de Beestenmarkt in Leiden, en hebben hier non-stop radio gemaakt zonder te eten. De opbrengst ging naar moeders in oorlogsgebieden.

## Voorgeschiedenis
Al snel na afloop van 3FM Serious Request 2009 meldden zich dertien Nederlandse steden aan om het Glazen Huis in hun stad te krijgen. Hieruit kwamen in april 2010 vier uiteindelijke kanshebbers naar voren: Eindhoven, Leiden, Nijmegen en Zwolle. Kort daarvoor was Amersfoort al afgevallen als kanshebber. Op 11 mei 2010 werd door Annemieke Schollaardt bekendgemaakt dat het Glazen Huis in december 2011 in Leiden zou staan.
Op 7 juni 2011 meldde 3FM dat het geld dat van 18 december t/m 24 december in Leiden met het drijvende Glazen Huis bij de Beestenmarkt zou worden opgehaald, zou gaan naar moeders die zijn beschadigd door oorlog en conflicten. "Dat is een stille ramp die mondiaal meer dan 10 miljoen vrouwen raakt," maakte de publieke popzender bekend.
Op 14 november 2011 maakte zendercoördinator Wilbert Mutsaers tijdens de ochtendshow GIEL bekend dat Gerard Ekdom, Timur Perlin en Coen Swijnenberg in 2011 het Glazen Huis in zouden gaan.
Het themalied is DoLuv2LuvU, een single van Ilse DeLange.

## Verloop
| Dag       | Dag       | 02.00–06.00 Graveyardshift | 06.00–10.00 | 10.00–14.00 | 14.00–18.00                     | 18.00–22.00                                        | 22.00–02.00 | Slaapgast      |                          | Stand (rond 16.50) |
| --------- | --------- | -------------------------- | ----------- | ----------- | ------------------------------- | -------------------------------------------------- | ----------- | -------------- | ------------------------ | ------------------ |
| 1         | zo 18 dec | —                          | —           | —           | 15.00–18.00 Warming up met Bart | 18.00–21.00 Warming up met Paul 21.00–22.00 Gerard | Coen        | Krystl         | n.v.t.                   |                    |
| 2         | ma 19 dec | Gerard                     | Timur       | Gerard      | Coen                            | Gerard                                             | Timur       | Jörgen Raymann | € 295.382                |                    |
| 3         | di 20 dec | Coen                       | Timur       | Gerard      | Coen                            | Timur                                              | Coen        | Irene Moors    | € 662.858                |                    |
| 4         | wo 21 dec | Gerard                     | Timur       | Gerard      | Coen                            | Gerard                                             | Timur       | Britt Dekker   | € 1.203.941              |                    |
| 5         | do 22 dec | Coen                       | Timur       | Gerard      | Coen                            | Timur                                              | Coen        | Jan Kooijman   | € 1.972.140              |                    |
| 6         | vr 23 dec | Gerard                     | Timur       | Gerard      | Coen                            | Timur                                              | Gerard      | Waylon         | € 3.581.305              |                    |
| 7         | za 24 dec | Coen                       | Timur       | Gerard      | Coen                            | Coen, Gerard en Timur                              | —           | —              | € 5.992.772 (rond 17.45) |                    |
| Eindstand | Eindstand | Eindstand                  | Eindstand   | Eindstand   | Eindstand                       | Eindstand                                          | Eindstand   | Eindstand      | Eindstand                | € 8.621.004        |

### Dagelijks terugkerend
- Eric Corton vertelt over zijn reis naar Ivoorkust
- Annemieke Schollaardt en Michiel Veenstra brengen de tussenstand
- Rámon Verkoeijen en Sander Lantinga vertellen over hun dag als klusjesmannen
- Sander Lantinga interviewt de bewoners
- De dj's kregen driemaal daags een gezond drankje om nog voedingsstoffen binnen te krijgen. Dit ging gepaard met het poëtisch voorlezen van de ingrediënten.

### Acties van overige 3FM-dj's
Paul Rabbering deed verslag van de activiteiten op de Beestenmarkt in Leiden. Hij presenteerde elke dag het popduel in de vorm van petje-op/petje-af. Deelnemers deden een donatie om mee te doen. Ook presenteerde hij enkele keren per dag de Chequen-parade. 's Avonds warmde hij het publiek op voor de Sing-A-Long. Sander Guis, Barend van Deelen en Joey Koeijvoets presenteerden vanuit Hilversum enkele malen per dag de Serious Request Update, waarin hoogtepunten uit de voorgaande uren werden samengevat. Sander Hoogendoorn deed verslag van bijzondere telefoontjes en donaties die bij het Call Center binnenkomen.

#### Acties door het land
Bart Arens haalt door het hele land statiegeldflessen op en Roosmarijn Reijmer volgt artiesten die een huiskamerconcert geven. De concerten van Krystl, Dazzled Kid, Tim Knol, Laura Jansen en Gers Pardoel zijn op de website van 3fm geveild. Klaas van Kruistum volgt alle, aan Serious Request gerelateerde, acties die in het land worden georganiseerd in het kader van Kom In Actie.
Frank Dane ruilt een paperclip tegen andere objecten. De paperclip is geruild tegen een gesigneerde cd van BLØF, die op zijn beurt weer geruild is tegen een exclusieve Armani-broek. De broek is geruild tegen een home cinemaset met gameconsole die weer geruild is voor 100 flessen champagne. De champagne werd vervolgens geruild voor een paginagrote advertentie in De Telegraaf ter waarde van 20.000 euro. De advertentie werd geruild voor twee oorbellen ter waarde van 29.500 euro. De oorbellen zijn vervolgens geruild voor 40.000 euro aan netto reclame-zendtijd van RTL Nederland. Tot slot werd deze zendtijd geruild tegen twee Nissan Jukes. Dane maakte namens RTL bekend dat ook de oorbellen geveild zullen worden voor Serious Request.
Giel Beelen organiseert elke dag in een ander poppodium een festival. Circus Request was in Fenix (Sittard), Metropool (Hengelo), Luxor Live (Arnhem), Vera (Groningen) en 013 (Tilburg). Daarnaast voert Giel 's middags nog een opdracht uit in die plaats. De opbrengst van Circus Request is € 124.371.
Domien Verschuuren volgt een estafetteloop (Meters voor Mamma's) door heel Nederland. Elke nacht wordt er gelopen van plaats naar plaats. Overdag worden er in een plaats rondjes gelopen. De estafettesteden zijn Haarlem, Zwolle, Enschede, Apeldoorn, Rotterdam en Leiden. De opbrengst van Meters voor Mama's is 188.065 euro.
Rámon Verkoeijen en Sander Lantinga doen elke dag opdrachten bij een bedrijf als De Klusjesmannen. Als dank daarvoor krijgen ze een donatie voor Serious Request.

#### Buitenland
Rudy Mackay deed verslag vanuit het Glazen Huis in Kenia. Daar werd geen geld ingezameld, maar maakte men de inwoners bewust van het doneren van bloed. Eric Corton is in Ivoorkust geweest om verslag te doen van "de stille ramp". Deze reisverslagen werden dagelijks uitgezonden, zodat de dj's, kijkers en luisteraars wisten waar Serious Request om draait.
Eric Corton introduceert het nummer The Lost Boy van Greg Holden. Het nummer belandt op nummer 1 bij iTunes. De opbrengst hiervan gaat naar 3FM Serious Request.